# Houstrup Strand
Das dänische Dorf Houstrup mit seiner Feriensiedlung und dem einige Kilometer entfernten Strand (Houstrup Stand) befindet sich in Südwest-Jütland (Sydvestjylland) und gehört zur Varde Kommune in der Region Syddanmark. Vor der Kommunalgebietsreform 2007 gehörte der Ort zum Ribe Amt.

## Tourismus
Der Ort an der Nordsee besteht hauptsächlich aus Einrichtungen, die dem Tourismus dienen. So liegt etwa 3 Kilometer landeinwärts ein Ferienort mit einer Vielzahl von Ferienhäusern. Zusätzlich verfügt Houstrup über einen Campingplatz mit Tennisplätzen, Minigolfanlage und Freibad. Das Restaurant musste vor einigen Jahren dem Neubau des neuen Vermieters Esmark weichen. Der Rest des Ortes besteht aus den ehemaligen Gehöften und dem alten Schulgebäude an der T-Kreuzung.
Houstrup Strand bietet einen sehr breiten (jedoch merklich schmaler werdenden) Sandstrand, an den sich hohe Dünen von bis zu 26 m Höhe anschließen. Das Besondere an den Dünen dort ist, dass es sich um zwei Dünenreihen handelt. Dies ist der Tatsache geschuldet, dass der vormals am südlichsten gelegene Ausfluss des Rinkjøbing-Fjordes etwas südlich vom Parkplatz am Houstrup Strand lag, das Wasser also zwischen den Dünen zum Meer floss. Man sieht dies noch sehr gut, wenn man auf dem hohen Dünen stehend gen Norden blickt und die kleine Brücke des Skelvejen erkennt, die dort über den Rest des Wasserarmes geht. Man erreicht diese Brücke gut, wenn man gegenüber des Campingplatzes den Skelvejen Richtung Meer benutzt.
Vom Anfang der 70er Jahre bis etwa zur Jahrtausendwende existierte etwa 450 Meter südlich des schon Ende der 70er Jahre deutlich vergrößerten Parkplatzes ein FKK-Strand (Naturiststranden). Heutzutage bedarf es dieser Beschilderung nicht mehr und der Strand dort ist gegenüber den 70- bis 90er Jahren wenig besucht und eher ein wenig der homosexuellen Szene zuzurechnen.
Houstrup entstand als Bauernschaft (Hovstrup) und erlebte ab dem Ende der 60er Jahre (1968) einen Aufschwung, als der Kaufmann (Købmand oder kurz Køb'm) Knud Jensen begann, dort Ferienhäuser zu vermieten. Eine Ferienhaussiedlung entstand zuerst südlich des Houstrup Strandvej auf ehemaligen Weiden direkt an der Klitplantage und wurde überwiegend bis in die 2000er Jahre nach Norden in Richtung Lønne Kirke und Gammelgab erweitert und dort in andere Gebiete wie Heide, Waldkiefernbestände und feuchte Wiesen gebaut. Die einzelnen Erweiterungsgebiete erhielten alle ihre eigene Namen (Guldvangen, Hejbøl u. a.) und reichen nunmehr bis an die alte Eisenbahnlinie, die früher für die Kaserne in Nymindegab von Bedeutung war und vereinigt sich nahezu mit den Ferienhäusern von Gammelgab.
Nachdem Knud Jensen, der neben der Vermietung auch den Einkaufsladen in dem Gebäude Houstrupvej 24 betrieb, sich 1991 aus dem Geschäft zurückzog (und als Busfahrer noch einige Jahre den Schulbus in Nr. Nebel lenkte), übernahm Tommy Schultz die Vermietung, und der Laden wurde von Spar übernommen und deutlich vergrößert, indem ein Neubau und später ein weiteres Lager neben dem Gebäude entstanden. Im ehemaligen Købmand wurde das neue Vermietungsbüro eingerichtet, eine Münzwäsche wurde erstellt. 2017 hat auch Herr Schultz sein Geschäft an Esmark "weitergegeben" und diese Firma hat einen Neubau errichtet. Laden und ehemaliges Knud-Jensen-Gebäude sind seitdem anderen Verwendungen zugeführt worden und eher verwaist.
Der Campingplatz wurde ebenfalls in den 80ern ausgebaut. An der Straße entstand auf der Fläche, wo früher die Pferde liefen und dann die Tagesgäste übernachteten, ein Tennisplätze, ein Spielplatz sowie ein kleines Freibad.
Viele Jahrzehnte existierte auch auf dem Campingplatz ein kleiner Laden, in dem man sich mit dem Nötigsten versorgen konnte.

## Blåbjerg Klitplantage

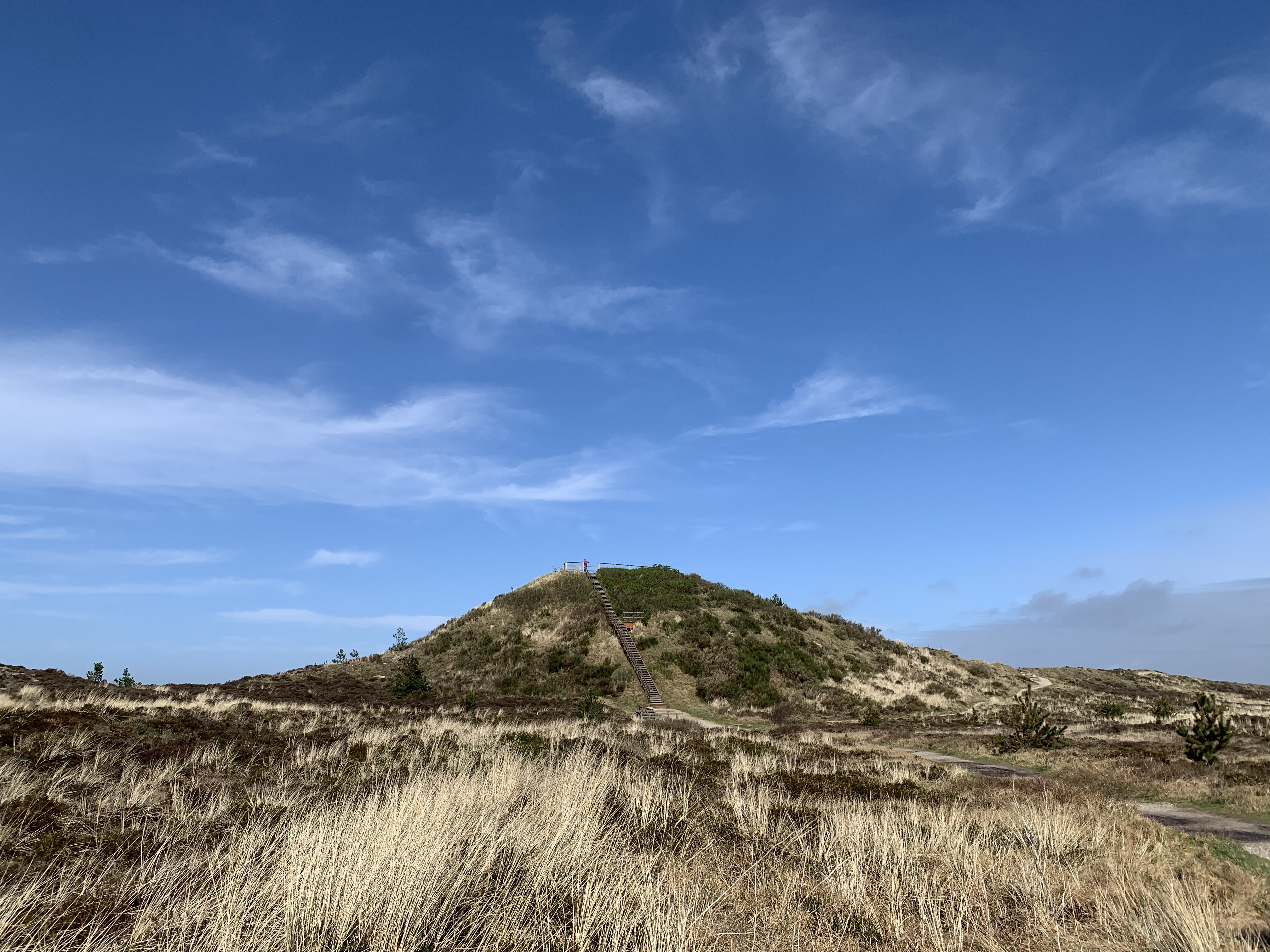
Blåbjerg Klit von Süden

Blåbjerg Klitplantage ist ein Staatswald, der entlang der Westküste Dänemarks im Gebiet zwischen Henne Strand und Nymindegab gelegen ist. Die Plantage ist nach der höchsten Düne Dänemarks, dem 64 Meter hohen Blåbjerg, benannt, dessen Höhe jedoch trügt, denn diese "Düne" stellt lediglich eine vom Wind dünn überwehte Lehmlinse dar, sodass direkt neben dem Aussichtpunkt des Blåbjergs jahrzehntelang lehmiger Kies für den Straßenbau entnommen wurde.
Die Plantage erstreckt sich über eine Fläche von etwa 4600 Hektar. Die Bepflanzung begann im Jahr 1878 nach der Verabschiedung eines Gesetzes zur Eindämmung der Sandflucht. Neben Wald umfasst die Plantage ein Heidegebiet, Lyngbo Hede, unmittelbar nördlich von Henne Strand, sowie die Gebiete entlang von Gammelgab. Gammelgab ist einer der alten Wasserabläufe des Ringkøbing Fjordes zur Nordsee. Im Laufe der Zeit verlagerte sich der Abfluss von Nymindegab immer wieder weiter nach Süden und erreichte schließlich sogar den Houstrup Strand. Im Jahr 1845 wurde jedoch erneut ein neuer Ablauf bei Nymindegab (das daher seinen Namen trägt) eingerichtet, der 1931 dann dauerhaft von der Schleuse in Hvide Sande in der Mitte des Fjords abgelöst wurde.
In der Blåbjerg Klitplantage findet man zahlreiche Tiere, u. a. Blindschleiche, Fuchs und Rotwild.
Der ursprüngliche Bewuchs von Küstenkiefern und anderen Nadelgehölzen wird heutzutage durch vermehrten Einsatz von Laubgehölzen ergänzt. Die Plantage ist einem steten Wandel unterworfen, auch was die touristische Nutzung angeht. Zur Nutzung als Reitgebiet kam in den letzten 30 Jahren z. B. eine BMX-Route hinzu. Beides ist der Natur leider nicht sehr zuträglich, und so mehren sich die Schäden an den empfindlichen Dünen. Bei einem Brand Mitte der 70erJahre wurden weite Teile des Nadelwaldes ganz vom Strand her sich bis zur Küstenstraße verbreiternd niedergebrannt, was noch viele Jahre gut zu erkennen war.
Inzwischen sind es jedoch nicht nur die inzwischen eher wenigen Touristen, sondern die Dänen selbst, die zur Zerstörung der Dünen beitragen (Kühe in den Stranddünen und Wassereinbrüche bei Sturmfluten in den Dünenbereichen, wo die Reiter die Dünen jahrzehntelang überquerten, um mit ihren Pferden an den Strand zu kommen).
Es gibt mehrere markierte Wege durch die Blåbjerg Klitplantage, in der es besonders südlich des Blåbjergs versandete Eichen gibt, von denen nur die Kronen bzw. Kronenreste (tlw nur wenig) durch die Dünen schauen. Die Eichen wuchsen ursprünglich auf dem vorherrschenden lehmigen Untergrund und wurden dann von den Wanderdünen der Küste überweht, wuchsen aber eben weiter; bis heute.

## Verkehr
Houstrup liegt an der Primærrute 181.
Die Küstenroute 1 für Radfahrer führt von Blåvandshuk kommend Richtung Nymindegab und gen Norden durch Houstrup. Es wird im Bereich der Plantage dafür der Vestre Hennebys Vej genutzt, der den Teil der Plantage westlich der Küstenstraße etwa mittig teilt. Ein Radweg von der Feriensiedlung zum Strand wurde in den 80er Jahren angelegt, aber nach dem Rückgang der Gästezahlen wieder aufgegeben.
Der Houstrup Strandvej ist seit über 40 Jahren geschwindigkeitsreduziert. Ein dort bestehendes Vorkommen von Wollgras (Eriophorum vaginatum) ist seit Jahrzehnten rückgängig und kaum noch erkennbar.